# Andamani seregély
Az andamani seregély (Sturnia erythropygia) a madarak osztályának verébalakúak (Passeriformes) rendjébe és a seregélyfélék (Sturnidae) családjába tartozó faj.

## Rendszerezése
A fajt Edward Blyth angol zoológus írta le 1846-ban. Sorolták a Sturnus nembe Sturnus erythropygia néven is.

## Alfajai
- Sturnia erythropygia erythropygia (Blyth, 1846) - Andamán-szigetek
- Sturnia erythropygia andamanensis (Beavan, 1867) - a Car-Nikobár sziget
- Sturnia erythropygia katchalensis (Richmond, 1902) - Katchal-sziget a Nikobár-szigetek közül [2]

## Előfordulása
Mianmar és az Indiához tartozó Andamán- és Nikobár-szigetek területén honos. Természetes élőhelyei a szubtrópusi és trópusi síkvidéki esőerdők, száraz erdők és gyepek, valamint ültetvények és szántóföldek. Állandó, nem vonuló faj.

## Megjelenése
Testhossza 20 centiméter.

## Természetvédelmi helyzete
Az elterjedési területe korlátozott, egyedszáma pedig ismeretlen. A Természetvédelmi Világszövetség Vörös listáján nem fenyegetett fajként szerepel.